# Schellweiler
Schellweiler ist eine Ortsgemeinde im Landkreis Kusel in Rheinland-Pfalz. Sie gehört der Verbandsgemeinde Kusel-Altenglan an.

## Geographie
Schellweiler liegt im „Bledesbachtal“. Das Tal, das von Wahnwegen bis Schellweiler reicht, hat seinen Namen vom Bledesbach der es durchfließt. Ein weiterer Name für das Bledesbachtal, ist der mundartliche Name „Saubeertal“. 47 Hektar der Gemeindefläche sind von Wald bedeckt.

## Geschichte
Schellweiler wurde 1277 als „Schulrebure“ zum ersten Mal urkundlich erwähnt. Im Jahre 1446 hieß es dann „Scholwijlre“ und bereits 1460  „Schelwilre“, woraus dann bald „Schellwiller“ entstand, wie die mundartliche Form noch heute lautet.

## Politik

### Bürgermeister
Matthias Doll wurde im Juni 2019 Ortsbürgermeister von Schellweiler. Da bei der Direktwahl am 26. Mai 2019 kein Bewerber angetreten war, erfolgte die anstehende Neuwahl gemäß Gemeindeordnung durch den Rat. Er wurde im Juni 2024 wiedergewählt.
Dolls Vorgänger waren Winfried Müller und Jürgen Leger (Ortsbürgermeister 2004–2009).

### Wappen
Die Blasonierung des Wappens lautet: „In Blau eine silberne Schelle mit goldenem Knopf und goldenem Klöppel.“

## Wirtschaft und Infrastruktur
Im Süden befindet sich die A 62. In Kusel befindet sich ein Bahnhof der Bahnstrecke Landstuhl–Kusel.